# 1. FC Katowice
El 1. FC Katowice (en alemán: 1. FC Kattowitz) fue un equipo de fútbol con sede en la ciudad de Katowice, en Polonia. Fundado en 1905, fue uno de los equipos más exitosos de la historia de la Segunda República Polaca y posteriormente de la Alemania Nazi.
El 1. FC Katowice desapareció en 1945; aun así, hoy en día hay un club polaco con el nombre de 1. FC Katowice, fundado en 2007 y que juega en la III Liga.

## Historia

### Fundación
El club original fue formado por los hermanos Emil y Rudolf Fonfara bajo el nombre del FC Preußen Kattowitz. Anteriormente, había existido un equipo en la ciudad, llamado Sportverein Frisch Auf Kattowitz. 
Preußen fue uno de los tres clubes, junto Germania Kattowitz y al Diana Kattowitz, que se formaron en la ciudad de Katowice, en el voivodato de Silesia. Los tres clubes terminaron fusionándose para crear el Kattowitzer Ballspiel-Verband. Participaron en la Liga de 1905, pero el equipo terminó desapareciendo.
El FC Preußen pasó a formar parte de la liga en la temporada 1906-07. El equipo llegó a la final de la liga en 1908 y 1909, donde fueron derrotados por el SV Blitz Breslau de Breslavia y el SC Alemannia Cottbus de la ciudad de Cottbus. El estallido de la Primera Guerra Mundial en 1914 llevó a la suspensión del campeonato hasta la temporada 1919-20.

### Segunda República Polaca
Tras la creación de la Segunda República Polaca, el 1. FC Kattowitz pasó a jugar en la Ekstraklasa, la máxima categoría futbolística del país. El nombre del club fue polonizado en 1922, y fue renombrado como 1. Klub Sportowy Katowice. En 1927, terminó segundo tras el Wisła Cracovia, tras haber perdido el último partido por 2 goles a 0 en casa ante el Wisła.
Durante este periodo, multitud de jugadores del Katowice llegaron a jugar en la selección polaca de fútbol. Entre ellos, Ernest Wilimowski y Karol Kossok. En 1929, el club descendió a la I Liga, aunque volvieron a ascender en 1932. Antes del comienzo de la Segunda Guerra Mundial, el 1. FC Katowice consiguió permanecer en los puestos más altos de la tabla.

### Tercer Reich
En junio de 1939, las actividades del club fueron suspendidas por las autoridades polacas, cuando fueron acusados de promover y apoyar los intereses de la Alemania nazi. Después de la invasión alemana de Polonia, el equipo se une a la Gauliga Schlesien, al igual que otros equipos que anteriormente habían sido polaco, como el AKS Chorzów (bautizado más tarde como el Germania Königshütte).
El 1. FC Kattowitz obtuvo un tercer lugar resultado en la campaña 1940-41. Durante sus andaduras en la liga alemana, atrajo a jugadores de gran calidad, aunque no pudieron superar al Germania Königshütte.
Con la llegada del Ejército Rojo a la Alemania Nazi, la liga alemana empezó a flaquear t finalmente dejó de existir. El 1. FC. Kattowitz había conseguido escalar puestos en la tabla pero su sensacional temporada se vio interrumpida por la invasión aliada. El equipo pronto dejó de existir aunque en 2007 fue refundado bajo el nombre de 1. FC Katowice.

## Palmarés
- Campeonato de Alta Silesia (5): 1907, 1908, 1909, 1913, 1922
- Campeonato del Voivodato de Silesia (1): 1932